# Peace and Love (Swingin' Utters)
Peace and Love is het negende studioalbum van de Amerikaanse punkband Swingin' Utters. Het album werd uitgegeven op 31 augustus 2018 via het platenlabel Fat Wreck Chords op lp (in diverse kleuren) en cd. Het album werd geproduceerd door Chris Dugan, die ook heeft gewerkt met onder andere Green Day, Iggy Pop en U2.
Peace and Love is tot op heden het meest politiek georiënteerde album van Swingin' Utters. De band zelf laat weten dat deze tekstuele verandering een direct gevolg is van het beleid van president Donald Trump, die in 2016 de Amerikaanse presidentsverkiezingen won, wiens beleid door zanger Johnny "Peebucks" Bonnel "seksistisch, racistisch en nationalistisch" wordt genoemd.
Het is het eerste album van Swingin' Utters met drummer Luke Ray, die in 2015 bij de band kwam spelen, en basgitarist Tony Teixeira, die in 2017 bij de band kwam. Beide bandleden speelden voorheen in Cobra Skulls. Het artwork van Peace and Love is ook door hen gedaan, samen met Johnny Peebucks.
In juli 2018 werd het nummer "Human Potential" online gezet. In augustus volgde "Undertaker, Undertake". Later, even vóór de officiële uitgave van het album, werd het gehele werk voor streamen beschikbaar gemaakt.

## Nummers
1. "Undertaker, Undertake"
2. "Sirens"
3. "Louise and Her Spider"
4. "E.C.T."
5. "Dubstep"
6. "Constant Companion"
7. "Deranged"
8. "Demons of Springtime"
9. "Human Potential"
10. "Seeds of Satisfaction"
11. "Yes I Hope He Dies"
12. "Sleeping"
13. "Imitation of Silence"
14. "Drinkist"
15. "H.L.S."

## Band
- Tony Teixeira - basgitaar, zang
- Johnny Peebucks - zang
- Darius Koski - gitaar, zang
- Jack Dalrymple - gitaar, zang
- Luke Ray - drums